# Kantia
Kantia es el nombre de una isla fantasma en el Caribe que Johann Otto Polter, un comerciante alemán de Leipzig, afirmó haber visto en 1884. Describió su posición como "en el círculo 14 de latitud por debajo del Trópico de Cáncer ". Llamó a la isla en honor al filósofo Immanuel Kant. En cuatro expediciones posteriores entre 1884 y 1909, no logró redescubrir la isla para proclamarla para el emperador alemán.
Según el sociólogo alemán Wulf D. Hund, la historia de Kantia es una mera narración ficticia concebida por Samuel Herzog.